# 1945 en Turquie
Cet article présente les faits marquants de l'année 1945 au Cameroun.

## Événements

### Janvier
- 12 janvier : la Turquie ouvre le détroit des Dardanelles à la navigation des navires belligérants[1].

### Février
- 23 février : la Turquie déclare la guerre à l'Allemagne.

### Juin
- 26 juin : le pays signe la Charte de San Francisco, devenant ainsi un membre fondateur de l'ONU.

### Décembre
- La création de nouveaux partis politiques est autorisée.